# Weinbau am Zürichsee

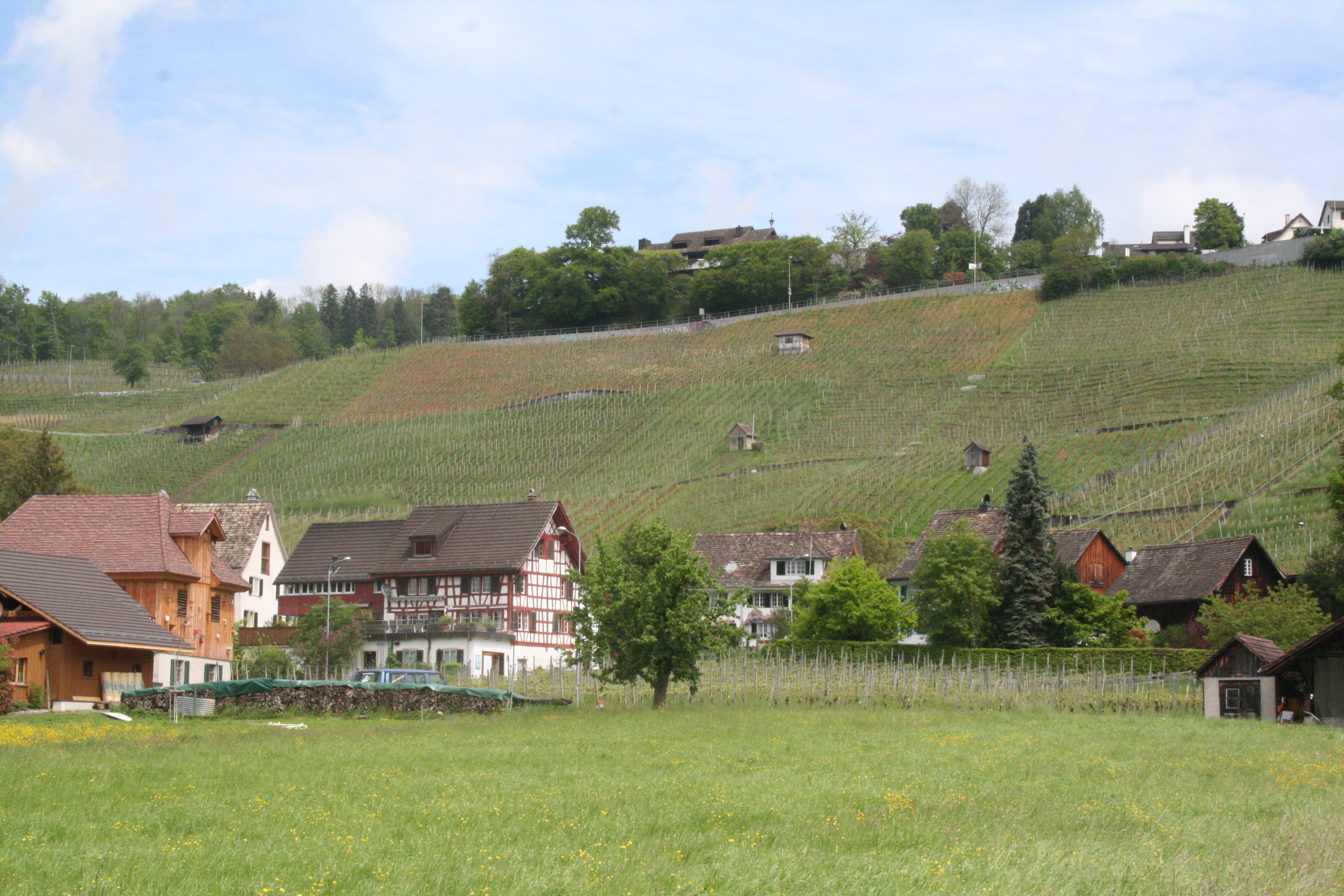
Rebberg «Lattenberg» beim Weiler Mutzmalen in Stäfa: die grösste zusammenhängende Rebfläche am Zürichsee

Weinbau am Zürichsee beschreibt den Weinbau in der Region rund um den Zürichsee in den Kantonen Zürich, St. Gallen und Schwyz. Die in Seenähe gelegenen Weinberge befinden sich am rechten Ufer in Zürich-Hottingen, Zürich-Riesbach, Zollikon, Küsnacht, Erlenbach, Herrliberg, Meilen, Uetikon, Männedorf, Uerikon, Stäfa, Feldbach und Rapperswil sowie am linken Ufer in Zürich-Enge, Horgen, Wädenswil, Richterswil und Leutschen.
Vom 12. bis zum Ende des 19. Jahrhunderts war der Weinbau am Zürichsee die Haupterwerbsquelle der Bevölkerung und die Grundlage des damaligen Wohlstandes. Er stand im Mittelpunkt des wirtschaftlichen und kulturellen Lebens und beeinflusste während Jahrhunderten die Bevölkerung, ihr Leben und ihre Arbeit.

## Umweltbedingte Gegebenheiten
Für den Anbau der Weinreben wurde keine Gegend der Ostschweiz so stark wie das Zürichseegebiet von der Natur begünstigt. Das am See herrschende Klima kann als Weinklima bezeichnet werden. Am See wurden alle für den Weinbau geeigneten Hänge mit Reben bepflanzt und flachere Lagen wurden angepasst, um sie für den Weinbau nutzbar zu machen.

### Geländebeschaffenheit

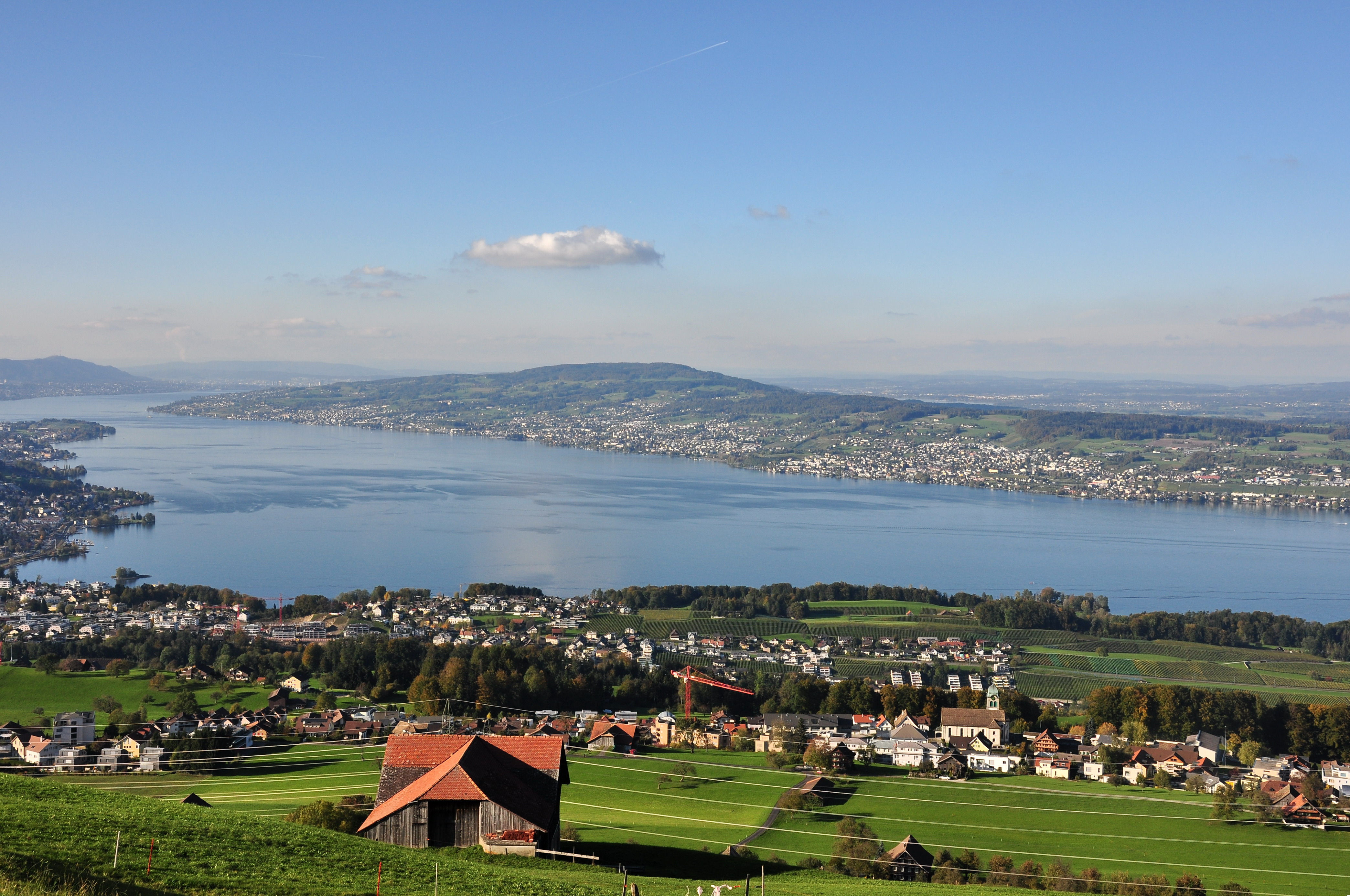
Pfannenstiel-Kette vom gegenüberliegenden Zürichsee-Ufer (Etzel) gesehen

Der Zürichsee wird von zwei Höhenzügen flankiert, dem Pfannenstiel im Osten und der Albiskette mit dem vorgelagerten Zimmerberg im Westen. Der in der Eiszeit durchfliessende Linthgletscher schliff die heute typischen Geländeterrassen aus den beiden Bergrücken, welche den Hängen beidseits des Sees eine treppenartige Form geben. Die vom See aufsteigenden, durch Terrassen unterbrochenen Hänge weisen eine günstige Neigung auf, obwohl sie für die Bearbeitung oft als steil und mühsam empfunden werden. Naturgemäss ist der Pfannenstiel mit seinem südwestlich ausgerichteten Hanglagen gegenüber dem nordöstlich ausgerichteten Zimmerberg begünstigt. Zudem schafft die Reflexion der Sonnenstrahlung durch den See Vorteile für den Pfannenstiel. Charakteristisch vor allem für das rechte Ufer ist die vertikale Zerteilung des Bergrückens durch tiefe Bachtobel.
Die Böden im Zürichseegebiet entstanden durch Verwitterung des Moränenschuttes und des Molasseuntergrundes. Sie bestehen vorwiegend aus Braunerde und Parabraunerde. Die nicht zu schweren, tiefgründigen und wüchsigen Böden enthalten einen mittleren Kalkgehalt, zum Teil bis zu 40 Prozent, was die Reben gut wurzeln lässt. Sie sind auf den Terrassenebenen tiefgründig und besonders fruchtbar, aber auch an den Hängen lassen sich grosse Ernten erzielen.

### Klima
Das Klima am Zürichsee kann als Weinklima bezeichnet werden. Im Winter sind schwere Fröste selten. Damit ist die Gefahr des Erfrierens der kälteempfindlichen Reben klein, es sei denn, der See als Wärmespeicher gefriere. Die für den Weinbau notwendigen Durchschnittstemperaturen pro Jahr, für den Monat Juli und für die Vegetationsperiode und die geforderte Sonnenscheindauer werden am Zürichsee im Mittel der Jahre nur knapp erreicht. Die Sonneneinstrahlung kann bei nach Süden gerichteten Terrassenhängen des rechten Ufers um 25 Prozent stärker sein als in einem nach Norden geneigten Hang des linken Ufers. Niederschläge fallen zu viel: Bei über 1000 mm Niederschlag wird die Rebe vermehrt von Pilzkrankheiten und Traubenfäulnis befallen. Die warme Witterung während der Vegetationsperiode mit genügend Niederschlägen begünstigt das Wachstum der Rebe.
Die Hagelgefahr ist mittelstark. Die Schwemmgefahr ist daher an den steilen Hängen ohne Verbauungen meist gross. Durch Entwässerung konnten die Hänge stabilisiert und so Rutschungen verhindert werden.

## Geschichte

### Erste Erwähnungen
Als erste sollen die Römer die günstigen Verhältnisse für den Rebbau am Zürichsee erkannt haben; sie brachten die Reben in die Ostschweiz. Im 9. Jahrhundert, wahrscheinlich um 874, wurde der Weinbau im Zürichseegebiet erstmals schriftlich erwähnt. In der betreffenden Urkunde werden verschiedene Besitzungen des Grossmünsterstifts aufgezählt, unter anderem in «Zürich gelegene Orte mit Weinreben», die vermutlich Karl der Dicke dem Kloster schenkte. Die Bodmer Chronik der Gemeinde Stäfa gibt an, dass mit grosser Wahrscheinlichkeit im 9. Jahrhundert dort die ersten Reben angepflanzt wurden und sich ab dem 12. Jahrhundert immer weiter ausdehnten. Erstmals urkundlich erwähnt ist der Weinbau im Jahr 972 oder 981 für die Stadt Rapperswil am Lindenhof, zudem für Erlenbach 981 und für Herrliberg 1262. In einer kaiserlichen Urkunde aus dem Jahr 1018 werden in Pfäffikon in einem Hof des Klosters die Reben des Klosters Einsiedeln erwähnt. 1145 werden Reben urkundlich in Zollikon erwähnt und 1158 am Zürichberg. Im Habsburger Urbar, das den Verkauf für 19.5 Mark Silber mit allem Zubehör an das Kloster Kappel aufzeichnet, wurde 1290 erstmals eine Trotte am Zürichsee erwähnt, die Zehntentrotte von Küsnacht.

### 13. Jahrhundert und 14. Jahrhundert: Besitz von Geistlichen

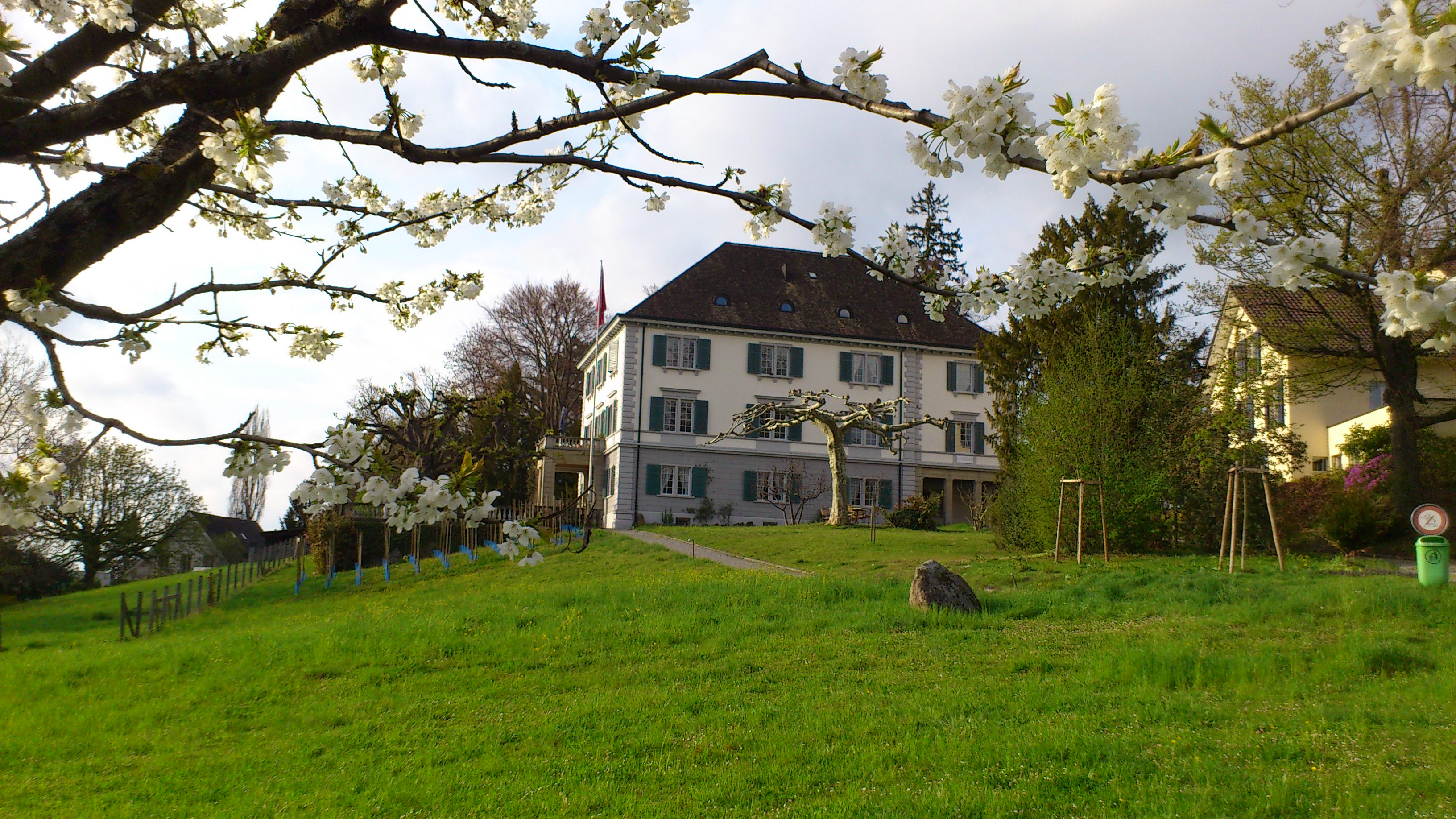
Landgut Wangensbach, mit Rest des seit 1284 belegten Rebbergs

In einem Vertrag aus dem Jahr 1240 zwischen Rudolf Manesse, dem Subdiakon des Fraumünsters und dem Frauenmünster wird die Umwandlung eines Ackers in einen Weingarten belegt. Es wird bestätigt, dass Manesse einen Acker in Riesbach auf Lebzeiten erhalten habe, mit der Bedingung, dass er dort Reben pflanze. Der Acker müsse nach seinem Tod ohne Ansprüche dem Kloster zurückgegeben werden. Die erste Erwähnung des Küsnachter Weinbaugebiets im Wangensbach fällt ins Jahr 1246, als eine Gutsbesitzerin namens Anna dem Grossmünsterstift einen Zins schuldete. Seit der zweiten Hälfte des 13. Jahrhunderts ist der Wangensbach als besonders begehrtes Rebland im Besitz kirchlicher Institutionen sowie prominenter Angehöriger der Zürcher Eliten und alter Küsnachter Familien vielfach dokumentiert. Der letzte Rebberg, der an dieses bedeutende Weinbaugebiet erinnerte, wurde 2018 gefällt, der von der Gemeinde Küsnacht in Aussicht gestellte Ersatz steht noch aus. Die heute noch bestehenden Küsnachter «Seminarreben» wurden erstmals im Zusammenhang mit einer Lehensübertragung der Propstei Zürich erwähnt. Es handelt sich um vier Juchart Reben, wie der Lehensbrief aus dem Jahr 1279 berichtet. Wahrscheinlich sind auch diese Reben bei der Kantonsschule Küsnacht älter, da die Propstei schon im 12. Jahrhundert einen grossen Teil der Küsnachter Kirche und ihres Gutes besass. Im Jahr 1303 wurden die Reben erneut in einer Urkunde erwähnt.

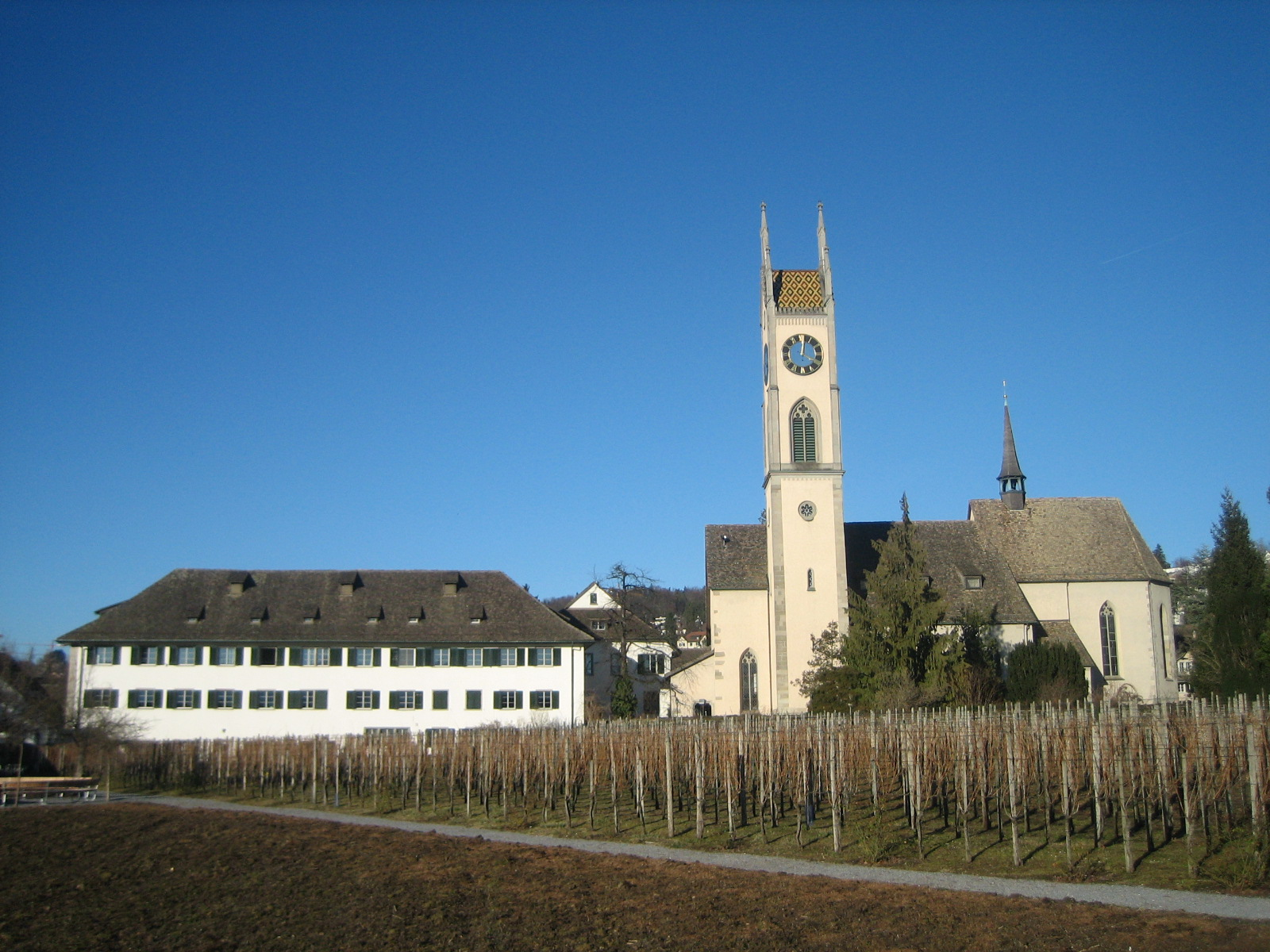
Kantonsschule Küsnacht mit den Seminarreben

1307 verlieh Götz Mülner aus dem Küsnachter Kirchgut zugunsten des Spitals von Zürich einige Rebgüter an Private. Am 18. Februar 1315 verlieh der Leutpriester Walter von Zürich Jost Umholz eine Juchart, die von diesem zu eigenen Kosten in einen Rebberg umgewandelt worden war. Zu diesen Reben gehören eine Hofstatt, ein Haus und ein Baumgarten, die weiterhin zu einem jährlichen Zins von einem Mütt Kernen verliehen wurden. Das älteste Zeugnis für die Ausweitung des Rebbaus in Stäfa stammt aus dem Jahr 1384.
Da die Zürcher Landweine im Vergleich zu den importierten Weinen teurer und oft schlechter waren, begann die Stadt Zürich, die einheimischen Weine zu schützen. So wurden Verbote ausgesprochen und Erlasse verordnet. Der Richtebrief von 1304 besagt:

„Wer zu Zürich Wein vermischt oder anmacht mit Allaun und Kalk, und es vor den Rat kommt, der soll der Stadt 5 Pfund Busse geben von jedem Fass. Wer von den Bürgern irgend einen Wein einführt, der ärger ist als unser Landwein, der gibt von jeglichem Saum (150 l) der Stadt ein Pfund Busse.“

Im 13. und 14. Jahrhundert waren die Reben meistens im Besitz von Geistlichen, so dem Fraumünster- und dem Grossmünsterstift, den Klöstern Oetenbach, Kappel, St. Gallen, Engelberg, Muri, Wurmsbach, St. Blasien, der Zisterzienserabtei Selnau und dem Augustinerstift Zürichberg in Zürich. Weltliche Grundbesitzer waren die Freiherren von Tengen, die Grafen von Rapperswil, die Häuser Habsburg und Regensberg sowie verschiedene Zürcher Familien.

### 15. Jahrhundert: Kriegswirren

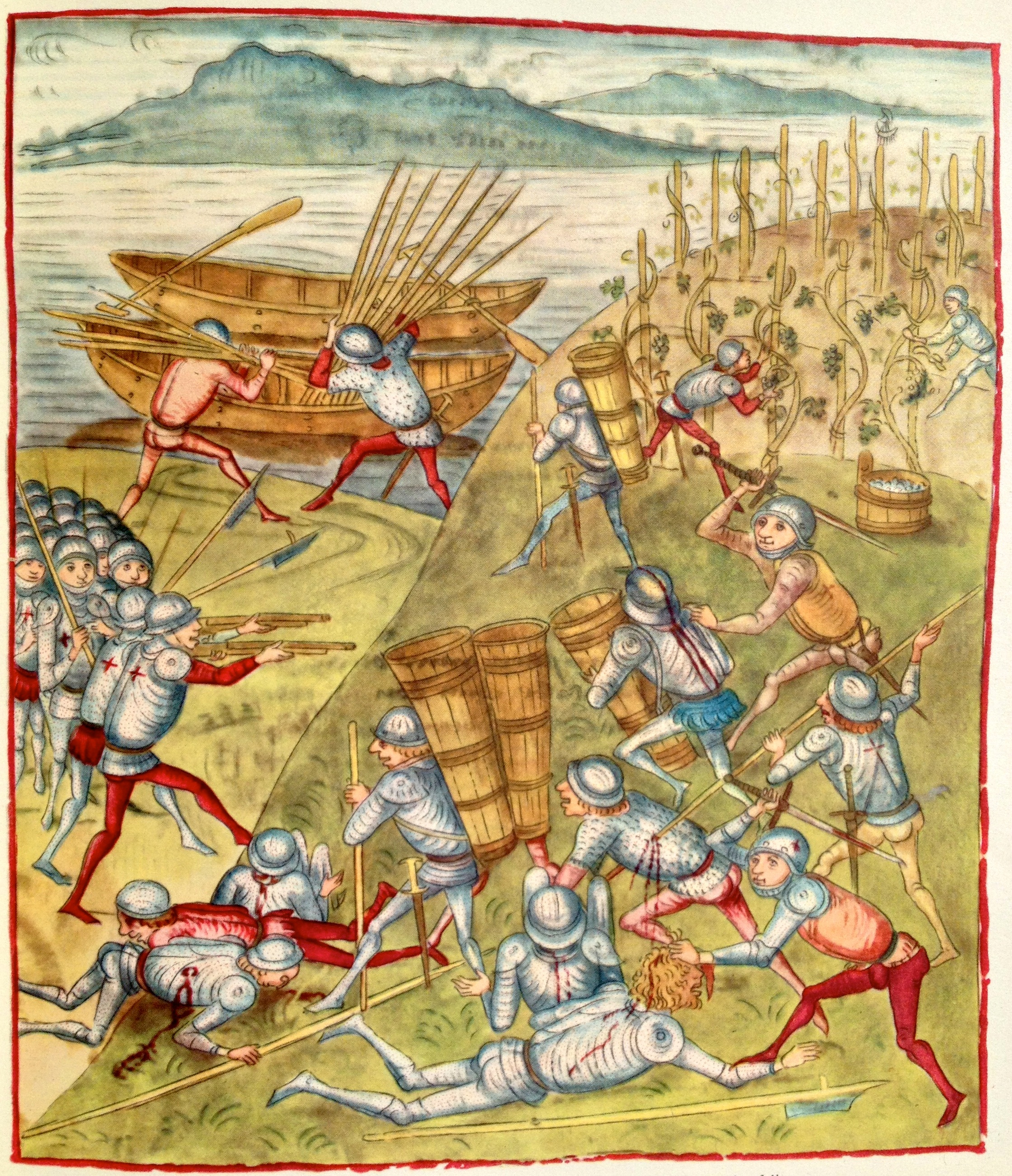
Die Zürcher überfallen die bei Erlenbach gelandeten Schwyzer während der Weinlese. Darstellung aus der Berner Chronik von Diebold Schilling, um 1480

Die Rebberge hatten schwer unter den Kriegswirren zu leiden. Der Weinverkauf in die Innerschweiz wurde durch eine Blockade von Zürich über Schwyz im alten Zürichkrieg verhindert. Zürich war 1442 ein Militärbündnis mit Habsburg eingegangen. Zu diesem Anlass besuchte König Friedrich die Stadt und fuhr mit einem auf 30 Schiffen verladenen Gefolge nach Rapperswil. Daher erhielt der damalige Weinjahrgang den Namen «des Königs Wein». Noch nachteilhafter als die Blockade wirkten sich zahlreiche Beutezüge der Eidgenossen rund um Zürich und den See aus. Eine blutige Episode des Zürichkrieges war der Wümmet, von 1444. Zur Herbstzeit fielen die Schwyzer und ihre Verbündeten in Erlenbach ein, um die reifen Trauben zu ernten. Die Zürcher waren jedoch gewarnt worden und schlugen daher aus dem Hinterhalt zurück, als die Schwyzer mit der Weinlese beschäftigt waren. Nur unter schweren Verlusten konnten sich die Eidgenossen zurückziehen.
Ein zwei Jucharten grosser Rebberg an der sonnigen Südhalde der Halbinsel Au ist für das Jahr 1484 bezeugt. Auf der Au spielten zu dieser Zeit Reben neben Holz eine beträchtliche Rolle.
Die Einfuhr von Weinen geringer Qualität wurde mit einem Erlass aus dem 15. Jahrhundert gänzlich verboten. Die Einfuhr besserer Weine war erlaubt, jedoch nur dann, wenn die eigene Produktion die Nachfrage nicht decken konnte. 1488 wurde die Weinlese vor dem 20. Oktober gesetzlich durch einen Johannes von Winterthur verboten. Dies diente hauptsächlich dem Reifeprozess.

### 16. Jahrhundert und 17. Jahrhundert
Das 16. Jahrhundert und die darauf folgende Zeiten waren wesentlich trinklustiger als spätere Jahrhunderte. Der Wein wurde in grossen Deckelgläsern oder Humpen getrunken. Es gab Vorschriften bezüglich des Weintrinkens: 1682 wurden sechs Personen wegen sonntäglichen Trinkens zu je einem Pfund Geldstrafe verurteilt.
Die Stäfner waren jahrhundertelang dem Kloster Einsiedeln zehntenpflichtig. Als sie 1516 die Zehntentrotte aufbrachen, drohte das Kloster mit der Exkommunikation. Jedoch scheint es, dass das Kloster die Weine vom See geschätzt hatte, so wurden den Hofleuten von Stäfa vom 14. bis 16. Jahrhundert im Herbst Brot und Wein in der Zehntentrotte kredenzt, und bei der Geburt eines Knaben spendete das Kloster zwei Köpfe (= 7,2 Liter) Wein und bei einer Tochter einen Kopf Wein.
Die 1566 erschienene Zürcher Kantonskarte von Jos Murer zeigt die Verbreitung der Reben am Zürichsee. Die Weinberge zogen sich damals am rechten Ufer von Schirmensee und am linken Ufer von Oberrieden seeabwärts bis nach Zürich. Die nächstjüngere Darstellung stammt von Hans Conrad Gyger aus dem Jahr 1667. Die Rebberge reichten bis zum Kloster Wurmsbach und auch in der Leutschen sowie bei Pfäffikon sind solche eingezeichnet.
Im 17. Jahrhundert reichten die Reben von Rapperswil über Feldbach, Uerikon, Stäfa, Männedorf, Uetikon in drei Streifen gegen Meilen und Herrliberg. In Erlenbach und besonders in Küsnacht und Zollikon waren die Hänge mit Reben bepflanzt. Am linken Ufer standen Reben an den Hängen der Leutschen, in Richterswil, Wädenswil, Au, Käpfnach, Horgen, Oberrieden, Thalwil, Rüschlikon, Kilchberg und Enge. Das Rebband vom See setzte sich über Fluntern, Oberstrass, Unterstrass, Höngg, Unter- und Oberengstringen, Weiningen, Geroldswil und Oetwil bis an die Aargauer Grenze fort.

### Blüten des Rebbaus: 18. Jahrhundert und Beginn bis Mitte des 19. Jahrhunderts
Mit dem Untergang der alten Eidgenossenschaft Ende des 18. Jahrhunderts betraten Truppen aus Frankreich, Österreich und Russland das Gebiet des rechten Ufers. Die lokale Bevölkerung hatte unter der Einquartierung der Soldaten und Beschlagnahmungen zu leiden, womöglich noch mehr als während des alten Zürichkrieges. Dazu trat der Umstand, dass 1778 die Überschwemmung des Küsnachter Dorfbaches das Gemeindeareal verwüstet hatte, darunter einige Jucharten besten Reblandes. Unter den von den Franzosen, Österreichern und Russen beschlagnahmten Gütern spielte der Wein eine bedeutende Rolle. 1799 hatte die Gemeinde Küsnacht den Truppen des österreichischen Kaisers eine grosse Menge Wein zu liefern, den sie aus dem Amtshaus holten, also aus dem Besitz der Stadt Zürich, worüber sich mit der Stadt ein Disput erhob. Auch mit der Nachbargemeinde Zollikon gerieten die Küsnachter in Streit, da Küsnacht anstelle von Zollikon den Kaiserlichen ein Quantum Wein und andere Speisen geliefert hatte, und Zollikon die Bezahlung der Ware lange Zeit verweigerte. Zudem waren die Traubendiebstähle der Soldaten des Zaren ärgerlich.
Im Jahr 1774 unternahm Johann Heinrich Waser den ersten Versuch, die Rebfläche des Kantons Zürich zu bestimmen. Eine Rebfläche von 11'250 Jucharten (etwa 3680 ha) wurden durch Akten aus den Herrschaften Wädenswil, Regensberg und Andelfingen bestimmt. Die Grösse der Rebflächen am Zürichsee konnte erst anhand des helvetischen Güterkatasters von 1801 bestimmt werden. Es mass damals um die 1100 ha.
Das 19. Jahrhundert war die letzte Blüteperiode des Weinbauhandwerks am Zürichsee. Der damalige Wohlstand der Seebauern ist vor allem auf die Rebe und den Weinbau zurückzuführen. 1821 wurde der grosse Rebberg am Südhang des Auhügels angelegt und 1824 durch eine Waldrodung auf 4,56 Hektar erweitert. Um 1850 waren in Stäfa 89, in Thalwil und Oberrieden je 100 Trotten gleichzeitig im Betrieb. Der durch die beginnende Industrialisierung verbundene wirtschaftliche Aufschwung um die Mitte des 19. Jahrhunderts führte zu einer Zunahme des Weinkonsums und es gab um 1800 im Zürichseegebiet bei einer Gesamtbevölkerung von 160'000 Einwohnern rund 4'600 Rebbesitzer. Von 1886 bis 1890 amtete der erste kantonale Rebbaukommissär Major J. H. Lochmann. Ihm folgte bis 1910 Hauptmann J. Adler, der von Nationalrat Diethelm Burkhard abgelöst wurde.

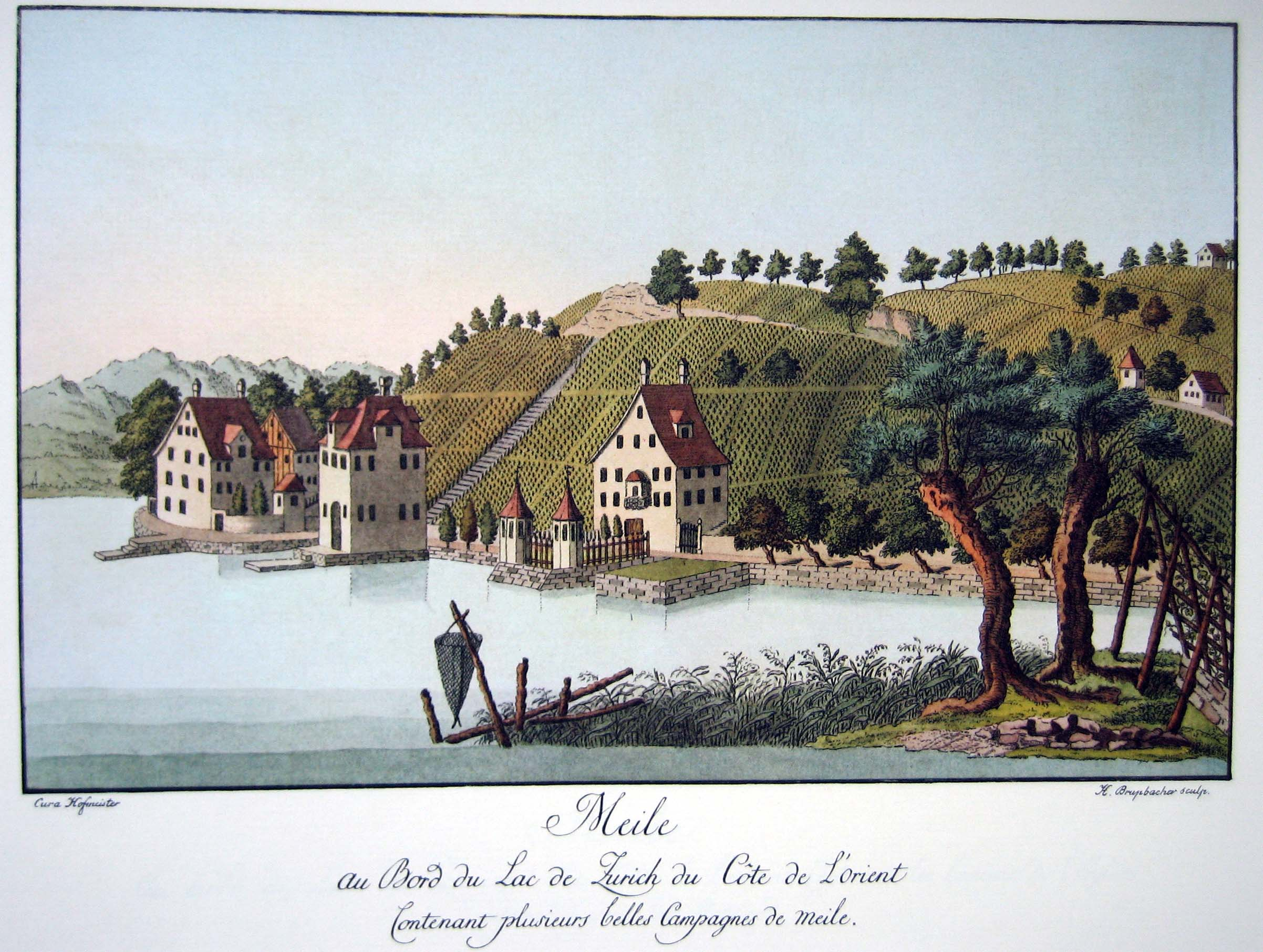
Meilen 1794, Darstellung von Heinrich Brupbacher
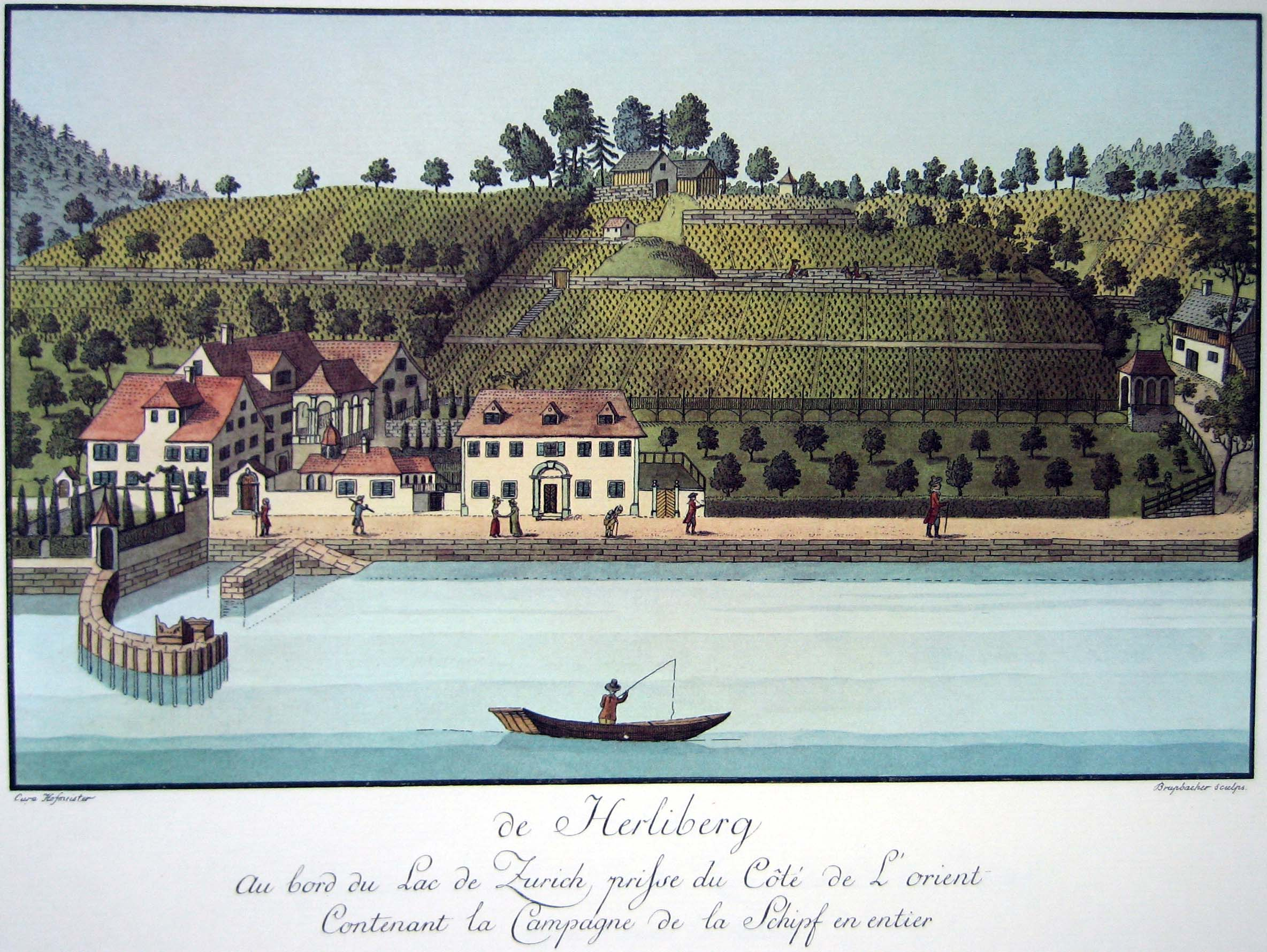
Herrliberg 1794
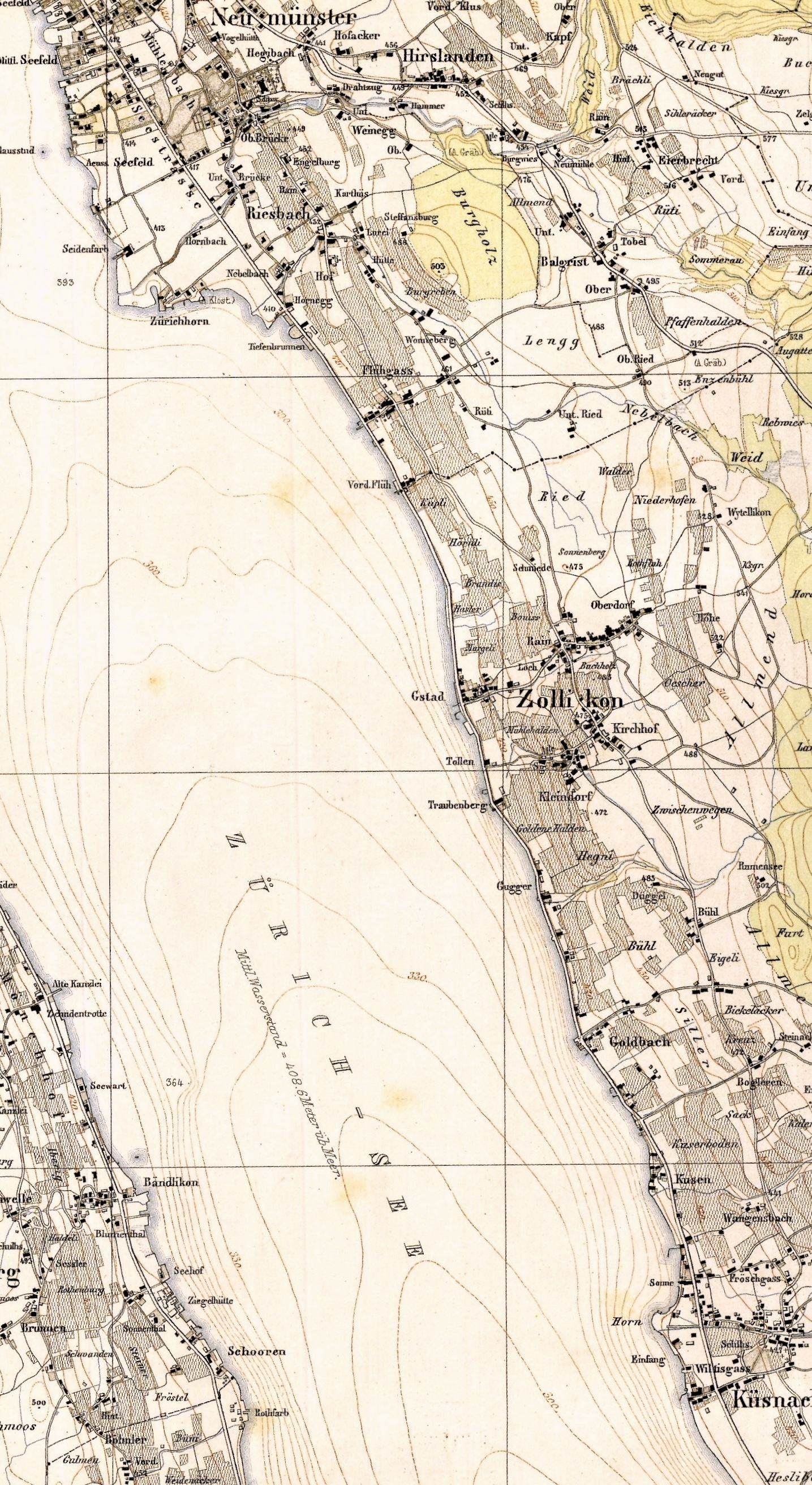
Das noch dicht mit Reben bewachsene rechte Zürichseeufer auf der Wildkarte von 1848
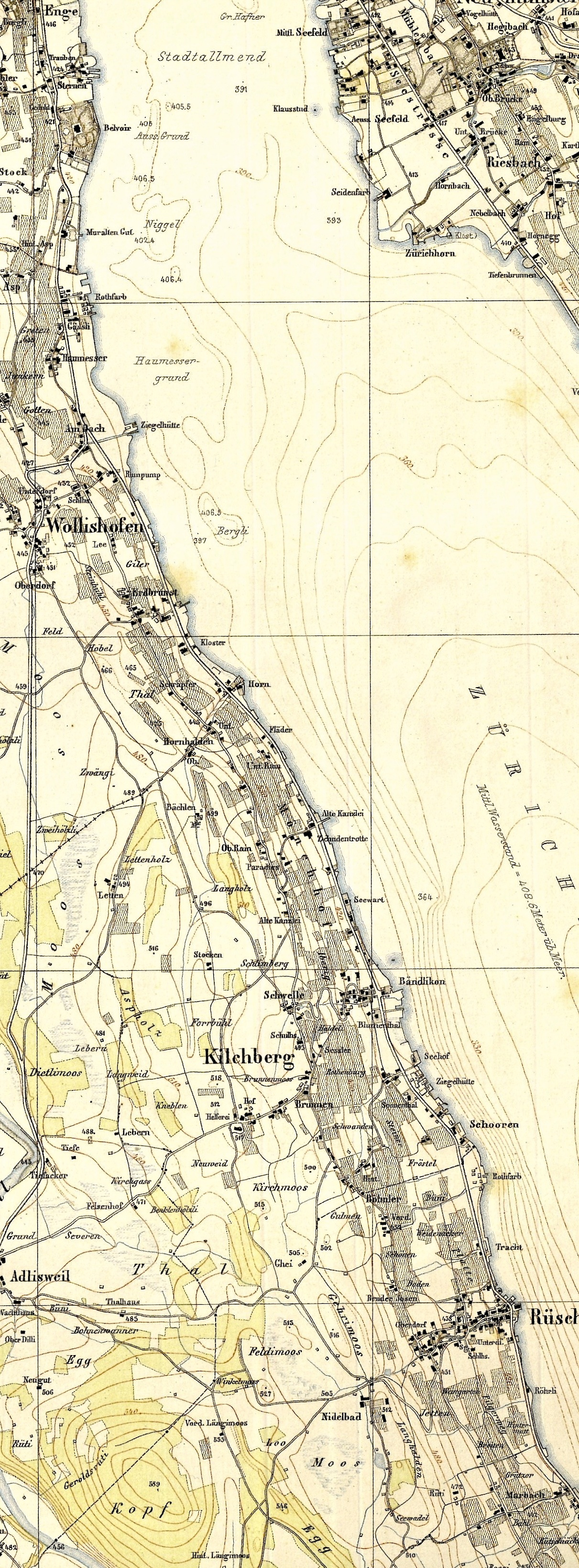
Linkes Seeufer

### Rückgang des Rebbaus im 19. Jahrhundert

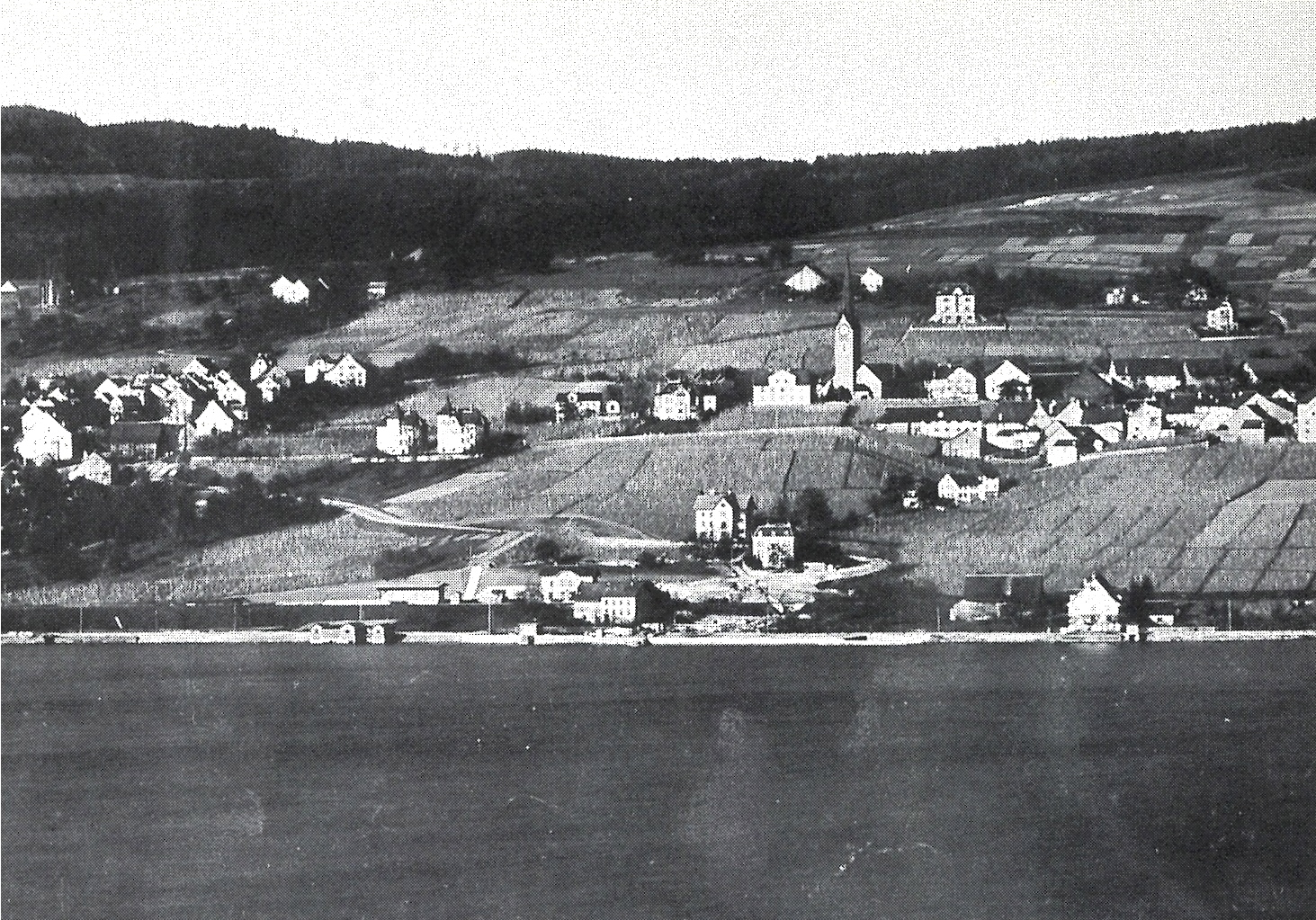
Rebberge in Zollikon 1898, bevor die Hänge überbaut wurden

Ab Mitte des 19. Jahrhunderts wurden neben Stallmist in geringem Umfang Handelsdünger wie Guano, Kalisalze und Knochenmehl verwendet. Am linken Ufer verwendete man zudem Kohlenmergel aus der Grube von Käpfnach.
Die 1870er Jahre waren mit Ausnahme des ertragsreichen Jahres 1875 eine grosse Enttäuschung. Im Weinbau herrschten zwischen 1860 und 1875 günstige Produktionsbedingungen; jeden Herbst einen schönen Weinertrag, es gab kaum Fehljahre. Die gute Ertragslage, der Ausbau der Lebensmittelgesetzgebung und die steigende Nachfrage veranlasste viele Bauern, neue Rebberge anzulegen. So erreichte der Weinbau in den 1880er Jahren mit 1944 Hektar die grösste Ausdehnung am Zürichsee. Jedoch vernichteten Frühlingsfröste die Ernten in den Jahren 1873 und 1874 und Hagel schädigte die Weinernte im Jahr 1876. Der Winter 1879/1880 war so kalt, dass eine Seegfrörni den Reben durch die Kälte Schaden zufügte. In diese Zeit fiel ein Konjunktursturz von kaum je erlebter Schärfe. Sogenannte Kunstweine, bestehend aus Sprit, Weinstein, Rosinen und diversen Chemikalien, wurden auf den Markt gebracht und die Eisenbahn lieferte billige, oft bessere Fremdweine ins Land. Dies führte zu einem Preissturz auf dem einheimischen Markt, so dass manche Bauern ihren gesamten Weinvorrat verkaufen mussten, um nicht zu verhungern. Daher wurde ausgedrücktes Traubenmaterial mit viel Zucker im Fass vergoren, was zu einem gefälschten Wein mit sehr hohem Alkoholanteil führte. Er war billig und deshalb in der Bevölkerung weit verbreitet. Zusammen mit dem Biertrinken und Schnäpseln führte der Weinkonsum zu einem starken Anstieg des Alkoholismus, unter dem besonders die Industriearbeiter litten. Erst die Bundesverfassungsänderung von 1897 und die im Lebensmittelgesetz von 1906 neu eingeführten Gesetze setzten den schlimmsten Auswüchsen ein Ende. Auch kamen immer mehr Bier und Kaffee auf. Auch dass zum Beginn des 20. Jahrhunderts grosse Hangflächen zur Überbauung freigegeben wurden und viele Rebbauern ihr Land verkauften, trug zum Niedergang des Rebbaus am Zürichsee bei.

### Von der Gründung der Forschungsanstalt bis heute
Im Schloss Wädenswil wurde 1890 die «Deutschschweizerische Versuchsstation für Obst-, Wein- und Gartenbau» gegründet, deren erster Direktor Hermann Müller-Thurgau war. Die Forschungsstation wurde 1968 in «Eidgenössische Forschungsanstalt» umbenannt und ist heute als Agroscope Changins-Wädenswil an das Agroscope angegliedert.
In Küsnacht-Heslibach gelang es der Gemeinde Küsnacht zusammen mit Privaten, durch die Erschaffung eines Rebreservates einen letzten staatlichen Rebberg der früher ausgedehnten Rebfläche zu erhalten. In einer Stäfner Gemeindeversammlung wurden die Reben der vier Reblagen Lattenberg, Kirchbühl, Sternenhalde und Risi vor einer allfälligen späteren Überbauung bewahrt, auch schaf man neue Reblagen. Stäfa am rechten Seeufer gilt mit 50 Hektar als die grösste Weinbaugemeinde des Kantons Zürich; auch in Zollikon, Meilen und Herrliberg gibt es noch einige Rebberge.

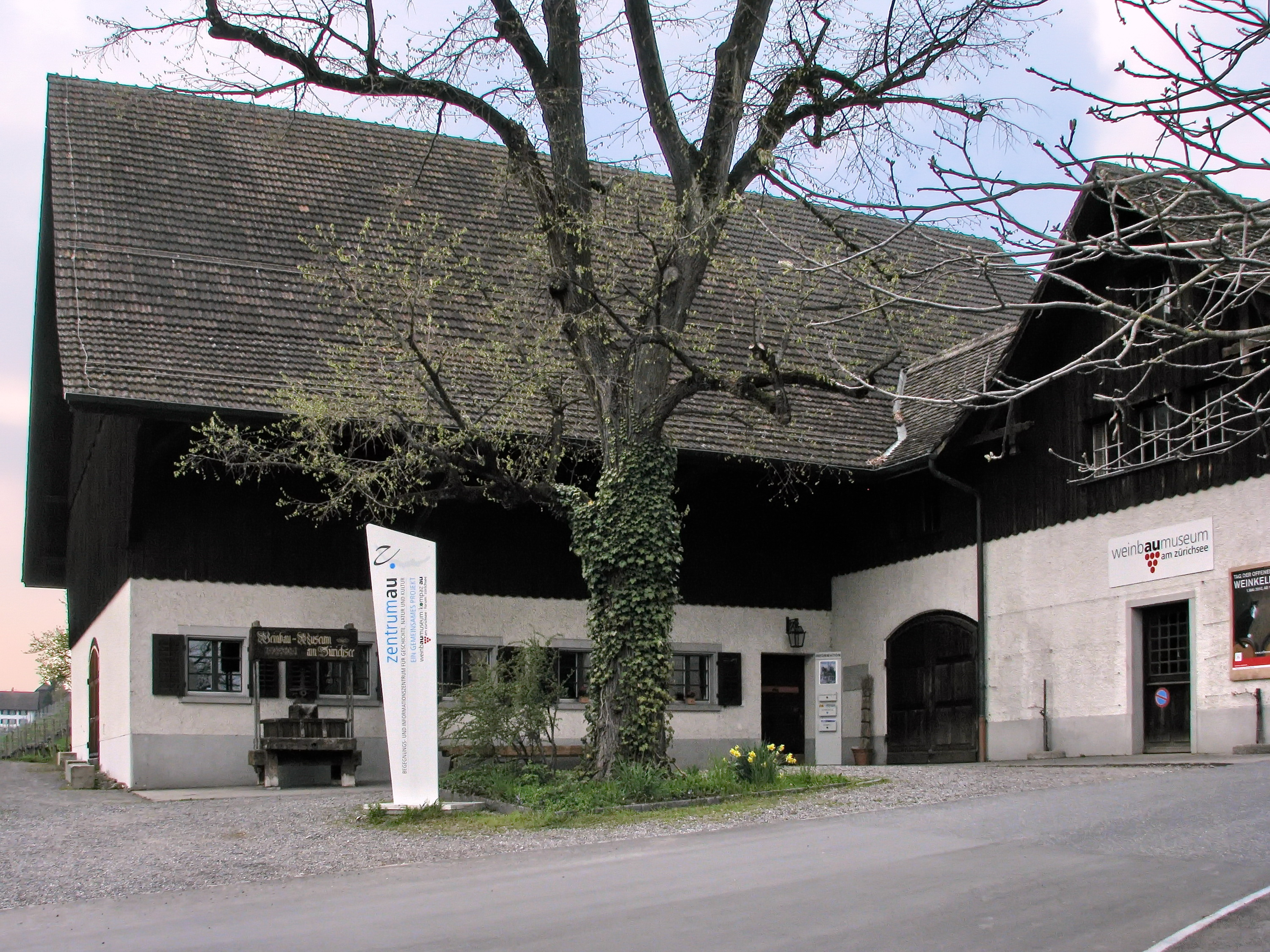
Das 1978 eröffnete Weinbaumuseum Au

Den Weinbauverein am Zürichsee gründeten die Rebleute 1971 mit dem Zweck, die Reb- und Weinkultur am Zürichsee zu fördern und zu erhalten. Am linken Seeufer steht auf der Halbinsel Au das 1978 eröffnete Weinbaumuseum Au.
1950 wurde der Schweizerischen Fachschule für Obstverwertung – der heutigen Hochschule Wädenswil – eine Weinfachabteilung angegliedert, welche vor allem für die Ausbildung des fachlichen Nachwuchses in der Wein- und Obstverwertung sowie im Rebbau verantwortlich ist. Dazu wurde 1952 ein Schulrebberg auf Pachtland des Au-Konsortiums und auf Boden von Dr. H. Boller-Baer angelegt, der heute der Stadt Wädenswil gehört. Die ersten Reben konnte 1953 gelesen werden. 1974 baute man neu die Reben auf dem Grundstück von Dr. E. von Schulthess an. Dieses Landgut ging 1989 an den Kanton Zürich über. Seit 1990 wird der 538 Aren grosse, am Südhang gelegene Weinberg nach dem Konzept der integrierten Produktion bewirtschaftet. Zudem ist die Hochschule seit 1992 Pächterin der Reben des kantonalen Gutes Schloss Au. Das Traubengut wurde an die Staatskellerei des Kantons Zürich verkauft, die Trauben werden seit dem Jahrgang 2004 im Weinkeller der Hochschule gekeltert. Arbeitserleichterungen brachten die Quertrassierung des Rebareals und die 2008 erstmals maschinell durchgeführte Traubenernte. Die gesamte bewirtschaftete Fläche beläuft sich, den Rebberg inbegriffen, auf 8,4 ha.

## Rebsorten
| Gemeinde            | Rebfläche Total | Blau- burgunder | Riesling x Silvaner | Räuschling | Gewürz- traminer | Pinot gris | übrige Sorten |
| ------------------- | --------------- | --------------- | ------------------- | ---------- | ---------------- | ---------- | ------------- |
| Erlenbach           | 2.14            | 1.62            | 0.39                | 0.14       |                  |            |               |
| Herrliberg          | 5.42            | 2.67            | 1.03                | 1.01       | 0.09             | 0.06       | 0.56          |
| Hombrechtikon       | 11.12           | 7.22            | 1.92                | 1.01       | 0.13             | 0.10       | 0.74          |
| Kilchberg           | 0.40            |                 | 0.38                | 0.02       |                  |            |               |
| Küsnacht            | 4.44            | 2.39            | 1.44                | 0.62       |                  |            |               |
| Männedorf           | 5.62            | 2.33            | 2.65                | 0.36       | 0.07             |            | 0.21          |
| Meilen              | 18.43           | 6.61            | 8.64                | 2.19       |                  | 0.13       | 0.86          |
| Richterswil         | 1.38            | 1.00            | 0.24                | 0.07       |                  |            | 0.07          |
| Stäfa               | 46.88           | 22.02           | 16.58               | 4.36       | 0.42             | 0.52       | 2.99          |
| Thalwil             | 0.06            |                 | 0.06                |            |                  |            |               |
| Uetikon             | 4.36            | 0.68            | 2.95                | 0.55       |                  |            | 0.18          |
| Wädenswil           | 6.98            | 2.68            | 2.38                | 0.40       | 0.12             | 0.11       | 1.29          |
| Zollikon            | 0.28            |                 | 0.28                |            |                  |            |               |
| Zürich (ohne Höngg) | 5.36            | 3.05            | 0.28                | 1.09       | 0.45             |            | 0.50          |

Genaue Zahlen über die verwendeten Rebsorten am See sind erst seit 1942 vorhanden. Bis in die 1930er Jahre stellte man am Zürichsee fast ausschliesslich Weissweine her. Es herrschte ein Verhältnis von rund 85–90 Prozent Weisswein und 10–15 Prozent Rotwein. Es waren vorwiegend der Räuschling und der Elbling, welche durch den Riesling x Sylvaner und den Blauburgunder verdrängt wurden. Diese Sorten wurden geschmacklich vorgezogen und waren im Anbau auch problemloser. Im Verlauf des 20. Jahrhunderts bevorzugte man immer mehr säurearme Weine, so dass die Winzer die Produktion diesen Wünschen anpassten. Die dadurch bedingte Sortenumstellung war grösstenteils in den 1960er Jahren abgeschlossen. Einen neuen Aufschwung erlebt der einst dominierende und später verschmähte Räuschling.
Eine der ältesten Rebsorten am Zürichsee war der Räuschling, welcher auch „Zürirebe“ genannt wurde. Hans Casper Hirzel sagte dem Räuschling nach, dass die Weinreben gut kämen und dass der Wein gut sowie dauerhaft sei und sich mit dem Alter verbessere. Unter anderem ist der Rückgang des Räuschlings durch die heutige Vorliebe für säurearme Weine bedingt. Ein weiterer Grund ist die empfindliche Blüte, was sich in grossen Ertragsschwankungen niederschlägt. Der heute verschwundene, aber früher weit verbreitete Elbling war ein wenig gehaltvoller und fader Wein. Er hatte aber gegenüber dem Räuschling den Vorteil, dass er auch auf kiesigen und flachgründigen Böden wachsen sowie in schweren und nassen Böden gedeihen konnte. Anfang des 20. Jahrhunderts traf man ihn nur noch als Einzelrebe zwischen dem Räuschling. Der Completer, welcher meistens auch nur als Einzelrebe zwischen dem Räuschling wuchs, ist ebenfalls verschwunden, weil er häufig nicht ausreifte und deshalb sauren Wein lieferte. Zudem wurden noch die weissen Sorten wie Gutedel, Elsässer, Welschriesling, Sylvaner, Gelber Ortlieber, Rotgipfler, Weisser und Grauer Burgunder sowie die roten Sorten Blauburgunder, Clevner, Frühburgunder, Schwarzer Erlenbacher, Blauer Portugieser, Limberger Müllerrebe und Liverdon angebaut.
Aus Liebhaberei pflanzen einige Winzer den Räuschling in kleinen Mengen an. Er befindet sich vor allem noch an Hauswänden und Spalieren, wo er als Tafeltraube wächst. Aus Stäfa stammt die rote Sorte Mariafeld, ein in der Schweiz weit verbreiteter Klon des Pinot Noir.

## Ökologie

### Fehlernten und Frostschäden
Für den Weinbau liegt der Zürichsee an einer klimatischen Grenze. Die Rebbauern waren deshalb oft von Missernten oder einer schlechten Qualität geplagt. Spätfrostschäden sind am See mit Ausnahmen von einigen Lagen in Küsnacht, Hombrechtikon und Feldbach selten, die letzten grossen Schäden wurden 1913 und teilweise 1962 verursacht. Trotzdem war am See die Bekämpfung der Spätfröste mit Hilfe von Strohschirmen und Heizen nie notwendig. Die bevorzugte Lage des Zürichsees zeigte sich deutlich im Frühling 1957, als die Reben und die Obstbäume auf beiden Seeufern bis auf eine Höhe von 500 bis 550 Meter im Gegensatz zu allen andern Gebieten in der Ostschweiz vom Frost verschont blieben und im Herbst normale Erträge abwarfen.

### Krankheiten
Die häufigsten Krankheiten der Reben waren bis zur möglichen Behandlung der Rotbrenner, der Schwarzbrenner und die Graufäule. Je nach Gegend traten Bodenbakterien sowie Schimmel an der Wurzel auf. Vielfach waren die Böden zu schwer und zu feucht, was die Gelbsucht fördern konnte. Dank Entwässerung konnte diese physiologische Krankheit jedoch behoben werden.

### Schädlinge
Eine Gefahr, die das Rebwerk um 1880 schwer bedrängte, war das Aufkommen des Echten Mehltaus, welcher 1851 aus Nordamerika via England eingeschleppt worden war, und des Falschen Mehltaus, 1887 aus Amerika eingeschleppt. Diese Pilzkrankheiten verbreiteten sich beinahe epidemisch und brachten den Rebbauern die bisher unbekannte Arbeit des Rebenspritzens. Dieser Entwicklung fiel der grösste Teil der linksufrigen Rebpflanzungen zum Opfer. Etwas weniger schlimm lagen die Verhältnisse am rechten Ufer. Die vielen Niederschläge während des Sommers begünstigten das Gedeihen des falschen Mehltaues, der am See mit fünf bis sieben, in ungünstigen Jahren bis acht Spritzungen bekämpft werden musste. Die Rebblätter wurden anfangs mit Pinseln mit der Bordeauxbrühe bestrichen, einem Gemisch aus Kupfervitriol, gebranntem Kalk und Wasser. Die Hänyspritzen mit Handpumpen folgten später. Ab 1930 arbeitete man mit Motorspritzen aus Deutschland.
Ab 1886 breitete sich die Reblaus im Kanton Zürich rasch aus, am Zürichsee wurde sie jedoch erst 1948 entdeckt. Ihr Auftreten konnte mit der Anpflanzung von auf reblauswiderstandsfähigen amerikanischen Unterlagen veredelten Reben mühelos verhindert werden. Zu den weiteren Schädlingen zählen die Kräuselmilbe, der Einbindige Traubenwickler, der Bekreuzte Traubenwickler, der Rebenfallkäfer, der Rebenstecher, die Pockmilbe, der Heu- und Sauerwurm und die Rote Spinne. Zudem verursachten auch Maikäfer, Wespen, Vögel, Dachse und anderes Wild Schäden an Reben und Trauben.

## Wirtschaftliche Aspekte des Weines
Bis und im 19. Jahrhundert war der Wein mehr ein Lebens- und Heilmittel als ein Genussmittel. Grundsätzlich verkauften die Weinbauern ihren Wein vor oder während der Weinlese. Die Käufer kamen zu diesem Zweck in die Dörfer und verhandelten über Menge und Preis. Zu den Kunden gehörten Weinhändler, Privatleute und Wirte. Neben einigen grösseren Betrieben betätigten sich vor allem Kleinbetriebe und Produzenten als Nebenbeschäftigung im Weinhandel. Der Wein wurde meist in Fässern zu 600 Litern (Piècen) verkauft.

### Weinkonsum
Im Allgemeinen füllte man den Wein direkt vom Fass in Trinkgläser ab. Nur allerbeste Gewächse wurden in Flaschen abgezogen und darin gelagert. Zwischen 1800 und 1900 wurde geraten, dass zum Mittagessen Wein zu trinken sei; Arbeiter assen zum Znüni Brot und Käse und tranken dazu Wein. Der Weinkonsum war bei Knechten und Taglöhnern am grössten, viele tranken täglich bis zu zwei Mass (3 Liter). 1905 gehörte der Wein in Form des eidgenössischen Schoppens noch zur Tagesration der Schweizer Armee und der Staatskeller war verantwortlich, dass die kantonalen Spitäler mit Wein versorgt werden.

### Weinerträge und Weinpreise
Über die Zürcher Weinernten sind seit 1874 genaue Erhebungen vorhanden. Die grösste bisherige Ernte wurde 1875 eingebracht: Im Kanton Zürich erntete man 491'266 hl Wein im Wert von 11,5 Millionen Schweizer Franken auf einer Fläche von 4386 ha. Im Bezirk Horgen wurde mit 153 Liter je Are ein Rekord aufgestellt. Bezogen auf die damalige Einwohnerzahl des Kantons entsprach diese Ernte einer Menge von 155 Liter pro Kopf einschliesslich Kinder. 1913 waren die Erträge am kleinsten; der Kantonsdurchschnitt betrug 6,5 hl je ha, was eine Gesamtmenge von 18'174 hl im Wert von 963'220 Schweizer Franken ergab. Am Zürichsee werden die höchsten Ernteerträge im ganzen Kanton erzielt. War der Weinertrag gering, ersetzte der Most den fehlenden Wein.
Die Weinpreise unterlagen je nach Qualität und Menge starken Schwankungen. Das Preisniveau der Schweizer Weine ist um einiges höher als jenes vieler ausländischer Provenienzen. Dies ist unter anderem dadurch zu erklären, dass die Schweiz ein dichtbesiedeltes Industrieland mit hohen Bodenpreisen und Löhnen ist. Zudem wurde im Umkreis der grösseren Städte viel gutes Rebland überbaut. Erstmals setzte 1484 die Regierung Zürichs die Weinpreise fest, wobei sie vor allem auf die Interessen der Konsumenten Rücksicht nahm. Die billigsten Schweizerweine kosteten um 1880 etwa 40 Rappen pro Liter, für Flaschenweine bezahlte man jedoch bis 3.50 Schweizer Franken. Heute betragen die Schwankungen zwischen vier bis 15 Schweizer Franken. Diese Preisspanne ist bei den Seeweinen jedoch geringer.

### Arbeitslöhne
Für viele Rebbauern am See war das Weingeld die wichtigste und oft einzige Einnahmequelle während des ganzen Jahres. In den 1890er Jahren stammten je nach Jahrgang 5 bis 10 Prozent des auf 50 bis 70 Millionen Franken geschätzten Rohertrags der Zürcher Landwirtschaft aus dem Weinbau; im Bezirk Meilen waren es sogar 20 bis 30 Prozent.
Um 1480 regelte die Zürcher Regierung die Löhne der Rebarbeiter und im schlechten Herbst 1485 ergriff sie Hilfsmassnahmen zugunsten der Rebbauern. Der Wein gehörte noch im 18. Jahrhundert zum Lohn des Lehrers, des Pfarrers und zum Teil des Amtsmannes. Im Jahr 1905 erhielten noch die männlichen Bediensteten der kantonalen Anstalten täglich 1,5 Liter Weisswein oder 1 Liter Rotwein; die Frauen 0,8 Liter Weisswein oder 0,5 Liter Rotwein. Die heutigen Lohnkosten angestellter Rebbauarbeiter richten sich nach den normalen Löhnen der Landwirtschaft und Industrie.

### Transport des Weines
Nach Verarbeitung der Reben zu Wein fuhren auserwählte Fuhrleute mit sauber beschirrten Pferden, schweren Sauserfuhrwerken und bemalten Fässern in die Städte Zürich und Rapperswil. Für kurze Transportswege und bei Fehlen guter Wege diente die Tanse für den Transport des Weines. Vor dem Bau der rechtsufrigen Zürichseelinie wurde der Wein durch Ledischiffe über den See nach Zürich transportiert.

### Qualität
Über die Qualität des Zürcher Weines scheint der Chorherr Felix Hemmerli gar nicht erfreut gewesen zu sein. Auch in den Chroniken, die Friedrich Vogel als Sammlung Mitte des 19. Jahrhunderts herausbrachte, wurden für die heutige Zeit seltsam anmutende Vergleiche angestellt: Im Jahr 1392 habe der Wein wie Saft von Holzäpfeln geschmeckt, der Wein war je nach Witterung sauer (1419), überaus sauer (1481) oder wegen seiner herben Säure kaum trinkbar (1302). Der Jahrgang 1240 sei so stark gewesen, dass er nicht ohne Wasser getrunken werden konnte.
In den Augen der Zeitgenossen gab es auch aussergewöhnliche Weine in der Süsse sowie in der Stärke. Am bekanntesten sind der Königswein von 1336 und der Bruderwein von 1479. Der Königswein soll süsser als der Elsässer gewesen sein und der Bruderwein sei von den alten Leuten sogar noch höher geschätzt worden. In der Warenrechnung im Ratsbuch von 1479 ist vermerkt, dass in diesem Jahr ein so ausgezeichneter Wein gewachsen sei, dass sogar der Wirt des Goldenen Storchs in Basel ein Fuder Wein in Zürich kaufte.
Im Jahr 1784 wurde festgestellt, dass die Lage der Rebberge in der Au besonders günstig sei. So berichtete der Helvetische Kalender von 1796, dass der Auhügel einen der besten Weine am Zürichsee bringe, den sogenannten Au-Wein.
Das eidgenössische Polytechnikum, die heutige ETH Zürich, untersuchte 1891 fünf weisse Weine aus Meilen mit verschiedenen Jahrgängen. Die Untersuchungen ergaben Alkoholgehalte zwischen 5,77 und 8,13 Gewichtsprozent und Säuregehalte zwischen 5,76 ‰ und 10,9 ‰. Die damaligen Anforderungen für einen «normalen» Wein erreichte nur einer der analysierten Weine. Die Untersuchung im Jahr 1904 kam besser heraus: Von 58 untersuchten Weinen hatten nur fünf weniger als 8 Prozent Alkohol und deren mehr als 8 ‰ Säure.
Die Qualität zweier Weine aus der Au wurden an der Weinprämierung der Schweizerischen Ausstellung für Landwirtschaft, Forstwirtschaft und Gartenbau 1954 in Luzern mit der höchsten Punktzahl ausgezeichnet.

## Kultureller Einfluss
In einem Abstand von fünf Jahren, nächstes Mal 2025, findet das Stäfner Herbstfest statt, an welchem Degustationsstände vorhanden sind und Weinkeller besichtigt werden können. Der Reblehrpfad Stäfa-Uerikon orientiert über Reben und Arbeiten im Weinberg. Im April 2004 wurde an der Leutschen in Freienbach ein Rebpfad mit 23 Informationstafeln eröffnet.
An die Weinbauerkultur erinnern an vielen Orten nur noch die stattlichen Weinbauernhäuser mit ihren grossen Kellern, Brunnen, Flur- und Strassennamen, zerfallende Rebmauern und verlassene Rebhäuschen.
In dem 1775 von Johann Wolfgang von Goethe verfassten Gedicht Auf dem See wird in der letzten Zeile der Reben am Zürichsee als reifende Frucht beschrieben.